# Motorola 6809

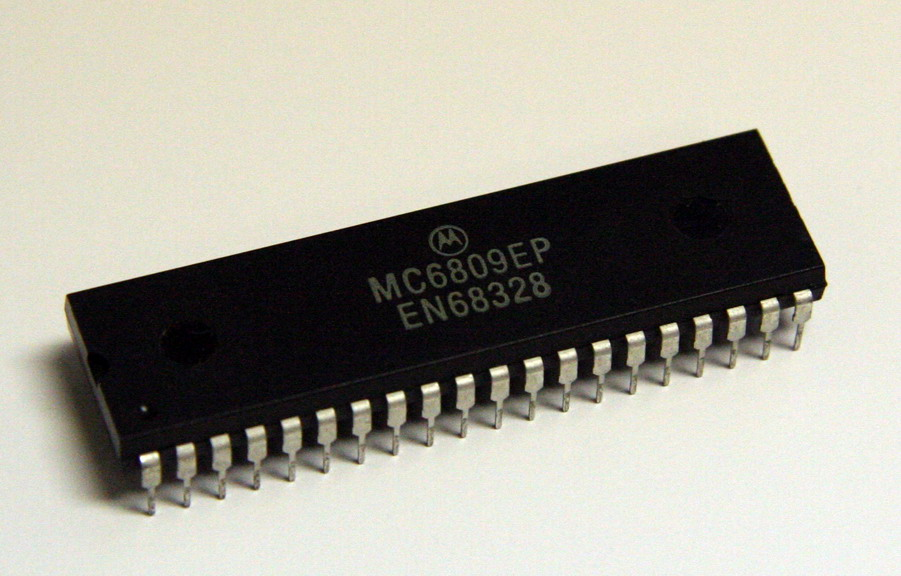
O microprocessador Motorola 6809E de 1 MHz, fabricado em 1983.

O Motorola 6809 é uma UCP de 8 bits (discutivelmente, de 8/16 bits) fabricado pela Motorola a partir de 1979. Representou um verdadeiro avanço sobre seu antecessor, o Motorola 6800, e em relação ao similar MOS Technology 6502.

## Modos de Endereçamento
O MC6809 possui sete modos de endereçamento:
- Intrínseco/Inerente: Quando o código da instrução contém todas as informações necessárias para a sua execução;

- Imediato: Quando o endereço efetivo dos dados é aquele imediatamente posterior ao código de operação;

- Estendido Direto: Quando o endereço do dado é especificado pelos 2 bytes subsequentes ao código de operação;

- Estendido Indireto: Trata-se, na verdade, de um caso especial do modo indexado;

- Direto: Semelhante ao modo estendido direto, no entanto apenas 1 byte do endereço segue o código de operação;

- Endereçamento por Registrador: Quando o código de operação é seguido por 1 byte que define o registrador ou registradores que serão usados pela instrução;

- Indexado: Quando um dos registradores de apontamento (X, Y, S, U e, às vezes, o PC) é usado no cálculo do endereço efetivo do operando.

## Computadores que empregaram o MC6809

### Nacionais
- Codimex CD6809
- Dynacom MX-1600
- Engetécnica/Varix VC50
- LZ/Novo Tempo Color64
- Microdigital TKS800
- Prológica CP400

### Estrangeiros
- Canon BX3D, CX1 e TX25
- Commodore SP9000
- Darley DY80
- Dragon Data Dragon 32 e Dragon 64
- Eurohard Dragon 200 e Dragon Professional
- Fujitsu FM-7, FM-77, FM-8, FM-11AD, FM-11AD2
- Micro-SEP 1600
- Microkit Vegas 6809
- Motorola Exorset e Exorset 30
- Multitech Microkit 09
- Sampo Color Computer
- SMT Goupil 3
- SWTPC S/09
- Tandy Data Products TDP-100
- Tandy/Radio Shack TRS-80 Color Computer 1, 2 e 3
- Tano Dragon
- Thompson TO9